# Appelgroen leermos
Appelgroen leermos (Peltigera malacea) is een korstmos uit de familie Peltigeraceae. Het fotobiont is Nostoc.

## Determinatie

### Uiterlijke kenmerken
Appelgroen leermos is een bladvormig korstmos. Het thallus heeft een diameter van 10–20 cm. De lobben zijn 10–20(–30) mm breed. De lobben zijn dik, licht opgekruld aan de randen en hebben soms kleine plukjes haar. De bovenkant is glanzend bruin-olijfkleurig, soms blauw getint als vochtig, en donker olijfkleurig als droog. De onderkant is tomentose tot matig gevilt, met een lichte tot witte kleur aan de randen en grijs tot zwart in het midden. De apotheciën zijn zeldzaam en hebben een donkerbruinrode schijf.
Appelgroen leermos heeft geen kenmerkende kleurreacties.

### Microscopische kenmerken
De ascosporen zijn langwerpig en 3–5-septaat, met een grootte van 55–70 × 5–6 µm. 

### Gelijkende taxa
Appelgroen leermos lijkt op kaal leermos (Peltigera hymenina), maar onderscheidt zich door een minder grijze bovenkant en minder geaderde onderkant.

## Verspreiding
Appelgroen leermos kwam in Nederland voor, maar is sinds 1900 niet meer waargenomen. De soort staat op de Nederlandse Rode Lijst in de categorie verdwenen.